# Alpha Dog Games
Alpha Dog Games (nom commercial de ZeniMax Halifax Ltd.) est un développeur de jeux vidéo basé en Nouvelle-Écosse, au Canada, qui développe des jeux mobiles pour les plates-formes iOS et Android. La société est acquise par ZeniMax Media, par l'intermédiaire de sa filiale Bethesda Softworks, en octobre 2019.
ZeniMax Media est ensuite acquise par Microsoft en mars 2021 et devient partie intégrante des Xbox Game Studios. De ce fait, Alpha Dog Games appartient à Microsoft depuis 2021 et constitue une extension indirecte de Xbox pour les jeux mobiles.

## Jeux développés
| Année | Titre                | Plateforme(s) |
| ----- | -------------------- | ------------- |
| 2012  | Wraithborne          | iOS, Android  |
| 2019  | MonstroCity: Rampage | iOS, Android  |
| 2019  | Ninja-Golf           | iOS, Android  |
| 2023  | Mighty Doom          | iOS, Android  |

### Traduction
- (en) Cet article est partiellement ou en totalité issu de l’article de Wikipédia en anglais intitulé « Alpha Dog Games » (voir la liste des auteurs).